# توماس آجفالوسی
توماس آجفالوسی (انگلیسی: Tomáš Ujfaluši؛ زادهٔ ۲۴ مارس ۱۹۷۸) یک بازیکن فوتبال اهل جمهوری چک است.
وی همچنین در تیم ملی فوتبال جمهوری چک بازی کرده‌است.